# Бефруа Турне
Бефруа Турне (фр. Beffroi de Tournai) — окремо стояча дзвіниця середньовічного походження в Турне, Бельгія, 72 метри (236 фут) заввишки із 256 сходами. Ця визначна будівля є однією з низки бефруа Бельгії та Франції, зареєстрованих у Списку Світової спадщини ЮНЕСКО на знак визнання їхньої цивільної архітектури та важливості для зростання муніципальної влади в Європі.

## Історія
Будівництво бефруа почалося приблизно в 1188 році, коли французький король Філіпп Август надав Турне статут міста, надавши серед інших привілеїв право встановлювати загальний дзвін, щоб дзвонити жителям міста.
Вежа у своєму первісному вигляді нагадувала феодальну фортецю з квадратним перерізом і зубчастим парапетом. Він частково слугував сторожовою вежею для виявлення пожеж і ворогів. Зростаюче місто вважало за потрібне розширити бефруа в 1294 році, піднявши її додатковим ярусом і підкріпивши її кути чотирма багатокутними вежами. Статуя солдата була розміщена на вершині кожної вежі, а ікона дракона увінчувала всю споруду. Дракон, символ влади та пильності, також прикрашає вершини інших старих веж у Бельгії, зокрема Суконних рядів Іпра та Дзвіниці Гента.
У 1391 році будівлю пошкодила пожежа. У наступні роки місто отримало нові дзвони замість зруйнованих, а також прикріпило позолочені прикраси до щойно відреставрованої верхньої частини вежі: мерманів, прапорів і нового дракона. Найбільший дзвін цього періоду, який називається Bancloque, і пожежний дзвін або Timbre збереглися донині. У 1535 році був доданий карильйон.
Крім інших своїх функцій, бефруа також слугувала в'язницею; деякі з його камер містили в'язнів до 1827 року.
У середині 19 століття будівля зазнала капітальної реставрації. Чергова реконструкція почалася в 1992 році і тривала близько десяти років.